# オネエ言葉
オネエ言葉（オネエことば）とは、日本の男性同性愛者（ゲイ男性）の中の一部で話される、誇張された女性語のことである。ジェンダー表現の一種。オネエ言葉を使う女装しないゲイをオネエと呼ぶ事がある。

## 概要
1880年代から戦後一時期までの日本語では、女性には特有の語尾表現（「だわ」「わよ」などの、いわゆる女性言葉）が多く使われていたが、21世紀現在では廃れつつある。その代わり「女言葉」はゲイの一部（正確にはクィア）が用いるオネエ言葉の中に生き残ったとする説がある。
なお、ゲイ用語としてのオネエは、女性のファッション傾向を示す「お姉系」とは関係がない。
島根県の2018年に開催予定であったLGBTを考えるフォーラムではオネエという言葉がポスターに使われた結果、侮辱的言葉ということで公演が中止になった。

## オネエ

### 元来の意味
元来、新宿二丁目などゲイコミュニティやゲイ当事者の中では、女装をしないゲイの中で女性的なゲイ（オネエ言葉を使ったり、女性的な仕草のゲイ）のみをオネエといってきた歴史があり、オネエ言葉を使わない男性的なゲイや、女装するゲイはオネエとは呼ばない。

### 言葉の誤用
2006年に日本テレビ系「おネエMANS」が始まった頃から、「オネエ」が元来の意味を大きく超え「ゲイ」と同義語で用いられることが多くなっている。だがこれは言葉の誤用である。すべてのゲイが女装をしたりオネエ言葉を使ったりせず、美容やコスメ、ゲイ・ファッションに関心があるわけではない。あくまでもオネエはゲイ全体の一部である。さらにはオネエ言葉に近い女性的な言葉を用いるが、性愛志向は異性愛者という男性も存在し、そのような者が混同される場合もある。男性としてのアイデンティティを受け入れているマジョリティのゲイには、オネエと混同されることに不快感を抱くものもいる。因みに性同一性障害の者は全国に4.6万人いるとされ、日本で約620万人いるとされる性的少数者の1％未満である。

### オネエ言葉へのゲイの嫌悪感
ゲイの中でもオネエ言葉に嫌悪感がある者は多く、その理由として、生理的な拒否感のほかに、オネエ言葉から連想されるイメージと自分が同一視されることへの嫌悪感や、オネエ言葉を振り撒いて見世物やピエロになっていることへの反発などがある。また「ゲイは男らしくあるべきだ」と考えている者も多く、男同士の愛は片方が女役になることではないはずだ、という考えもある。二十歳前後の若いゲイがオネエ言葉を使うには、まだ可愛いといっていられるが、大人のゲイがクネクネした姿でオネエ言葉を使う様は、多くのゲイにとっても気持ちの良いものとはいえないとする声もある。